# Lydia Wilson
Lydia Wilson est une actrice britannico-américaine, née le 30 novembre 1984 à Kilburn, Londres.

## Filmographie

### Cinéma
- 2010 : Never Let Me Go : Hannah
- 2013 : Il était temps : Kit Kat
- 2013 : Hereafter : Katcher
- 2015 : The Devil's Outlaw : Kate Thorne
- 2016 : Star Trek : Sans limites (Star Trek Beyond) : Kalara / Jessica Wolff

### Télévision
- 2010 : Pete Versus Life : Rachel (1 épisode)
- 2010 : Inspecteur Barnaby : Zoe Stock (1 épisode)
- 2010 : Any Human Heart : Monday (1 épisode)
- 2011 : South Riding : Muriel Carne (3 épisodes)
- 2011 : The Crimson Petal and the White : Elizabeth (1 épisode)
- 2011 : Black Mirror : Princesse Susannah (1 épisode)
- 2012 : Dirk Gently : Jane (1 épisode)
- 2012 : The Making of a Lady : Emily Fox Seton
- 2013 : Misfits : Laura (2 épisodes)
- 2017 : Requiem : Mathilda/Carys
- 2019 : Flack : Eve
- 2023 : Abysses : Sara Thompson